# Joseph Andras
Joseph Andras (* 1984) ist ein französischer Schriftsteller, der im normannischen Le Havre lebt.
Nach Vermutungen von Pierre Assouline, einem Mitglied der Jury des renommierten Prix Goncourt, handelt es sich bei Joseph Andras um ein Pseudonym. Andras selbst, von dem bislang nur eine einzige Fotografie im Internet kursiert, meidet jegliche Medienpräsenz, wodurch wenig über seine Identität oder Biografie bekannt ist.
Für sein Erstlingswerk De nos frères blessés (deutsch 2017 unter dem Titel Die Wunden unserer Brüder erschienen) wurde Andras am 9. Mai 2016, zwei Tage vor der eigentlichen Veröffentlichung des Buches, mit dem Prix Goncourt für einen Debütroman ausgezeichnet, den er jedoch ablehnte. Laut Aussage seines Agenten bei Actes Sud decke sich Andras' Begriff von Literatur nicht mit der Idee eines Wettbewerbes. Thema des Buches ist die in Frankreich immer noch hochsensible Geschichte des Algerienkrieges und das Schicksal Fernand Ivetons, der sich als Franzose auf der Seite der Algerier für die Unabhängigkeit einsetzte, jedoch nach einem Verrat 1957 von der Regierung unter René Coty, der François Mitterrand als Justizminister angehörte, hingerichtet wurde.
2018 erschien mit Kanaky (deutsch 2021 unter gleichem Titel veröffentlicht) Andras' Zweitwerk, das sowohl einen ausführlichen Bericht über das Wirken des kanakischen Unabhängigkeitskämpfers Alphonse Dianou, als auch eine Auseinandersetzung mit dem Kolonialismus Frankreichs darstellt. Anhand Dianous Schicksal, der zu den Anführern der Allianz politischer Parteien für die Unabhängigkeit der Kanaken gehörte und 1988 bei einer Geiselnahme in Ouvéa starb, setzt sich Andras mit der Situation der Ureinwohner im französischen Überseegebiet Neukaledonien auseinander.
Andras schreibt regelmäßig Beiträge für die Tageszeitung L’Humanité und setzt sich seit 2017 publizistisch und in Form von Petitionen für die weltweite Freilassung verschiedener inhaftierter Journalisten ein.

## Werke
- De nos frères blessés. Actes Sud, Arles 2016, ISBN 978-2-330-06322-1.[5]

Die Wunden unserer Brüder. deutsche Übersetzung von Claudia Hamm, Hanser, Berlin 2017, ISBN 978-3-446-25641-5.
- Kanaky. Sur les traces d'Alphonse Dianou. Actes Sud. Arles 2018, ISBN 978-2-330-10931-8.

Kanaky. Auf den Spuren von Alphonse Dianou. Ein Bericht.  Übersetzt von Claudia Hamm, Hanser, München 2021, ISBN 978-3-446-26913-2.